# St. Albanus und Cyriakus (Welver)

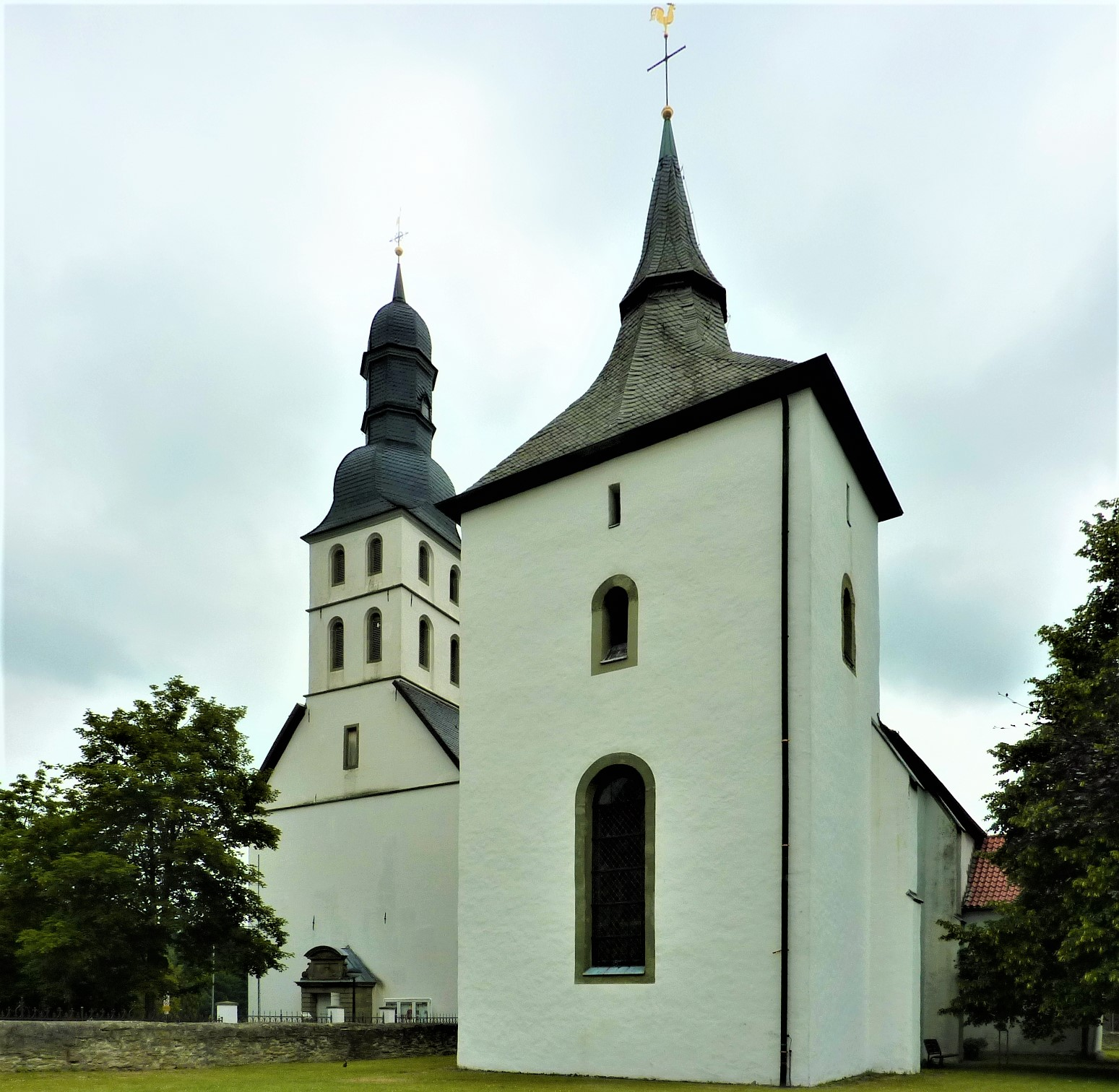
St. Albanus und Cyriakus, links im Hintergrund die katholische Kirche St. Bernhard

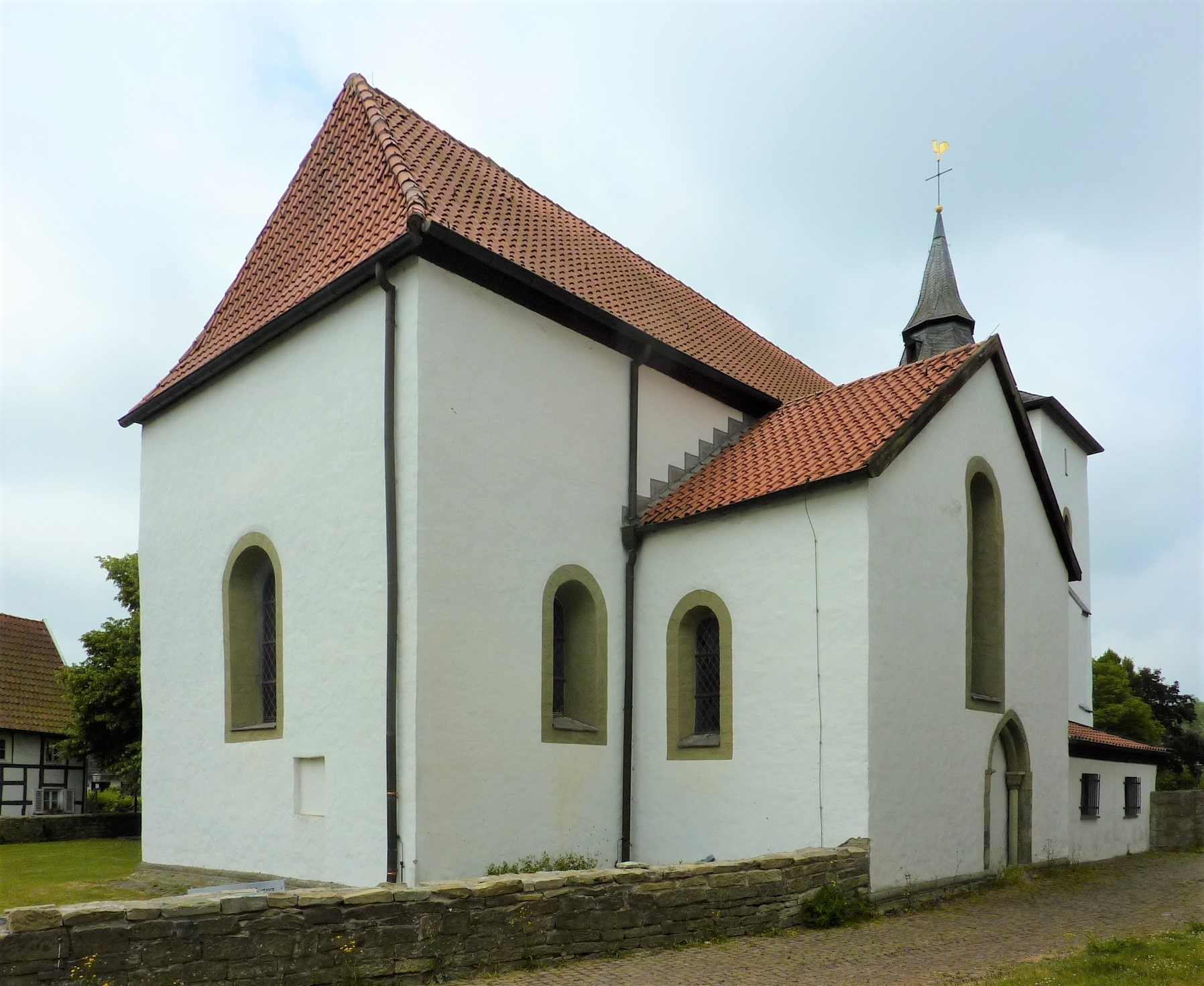
Ansicht von Nordosten

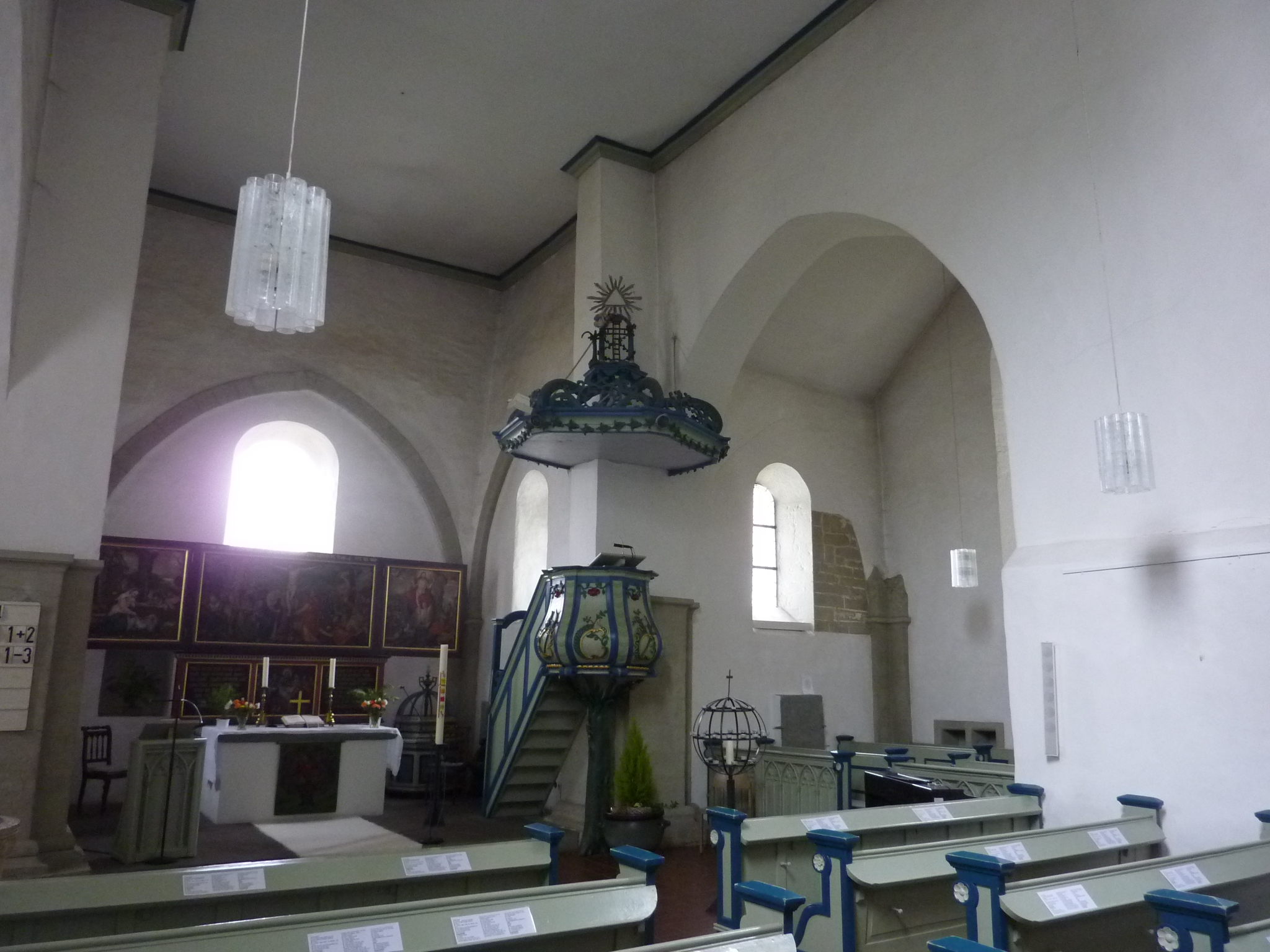
Inneres

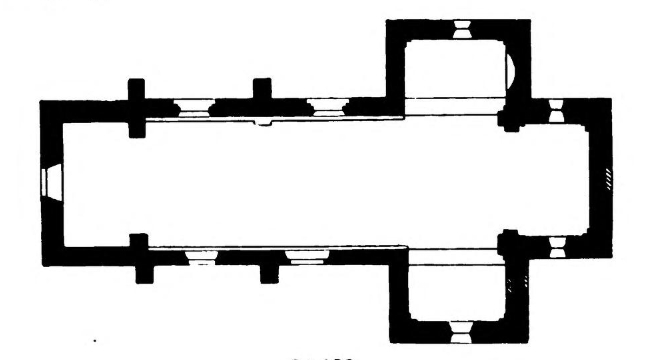
Grundriss 1905

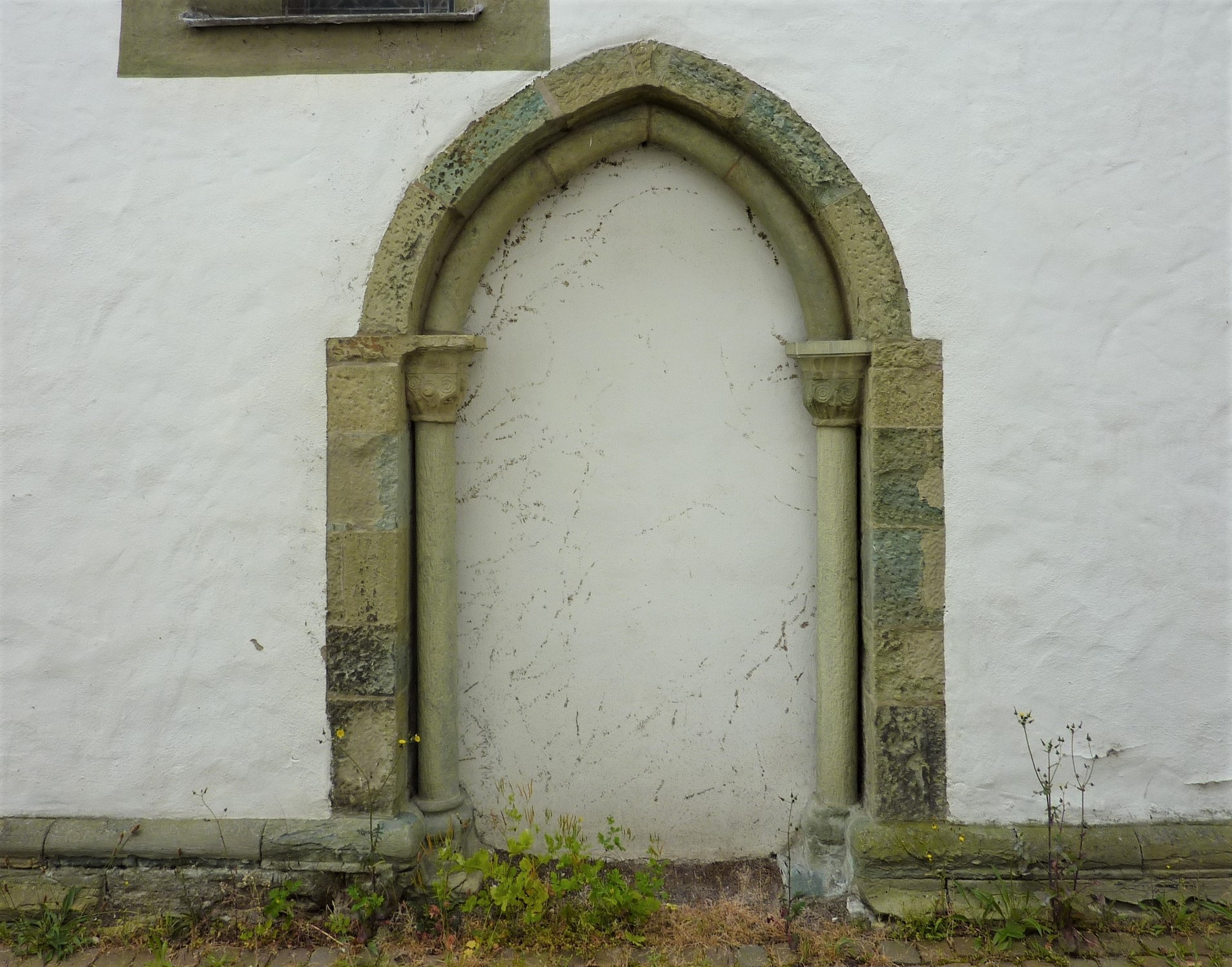
Vermauertes gotisches Portal

Die evangelische Kirche St. Albanus und Cyriakus ist ein denkmalgeschütztes Kirchengebäude in Welver, einer Gemeinde im Kreis Soest (Nordrhein-Westfalen).

## Nutzungsgeschichte
Die vermutlich im 12. Jahrhundert als Eigenkirche der Herren von Welver errichtete Pfarrkirche wurde nach der Gründung des Zisterzienserinnenklosters um 1240 in dieses inkorporiert und diente fortan zugleich als Klosterkirche. In der Reformationszeit versuchte die Stadt Soest, zu deren Territorium Welver gehörte, die lutherische Lehre durchzusetzen, während die Äbtissinnen sich bemühten, die alte Lehre beizubehalten. So waren die Verhältnisse zunächst verworren. Zeitweilig gab es nebeneinander einen katholischen Pfarrer und einen evangelischen Vicekuraten. Ende 1649 wurde die Kirchengemeinde endgültig evangelisch; die Kirche wurde ihr als Pfarrkirche zugewiesen, und es wurde ein lutherischer Pfarrer eingesetzt. Gleichzeitig diente die Kirche aber weiterhin den Nonnen des katholisch gebliebenen Klosters als Klosterkirche. Unten im Kirchenschiff fand der evangelische Gottesdienst für die Gemeinde statt und oben auf dem Nonnenchor, einer heute nicht mehr vorhandenen Empore, der katholische Gottesdienst für die Klosterangehörigen. Das Simultaneum endete, als das Kloster 1697–1700 sich eine neue Kirche dicht neben der alten erbaute. Seitdem ist die alte Kirche rein evangelisch.

## Architektur
Die Kirche ist ein im Kern romanischer Saal mit gerade geschlossenem Chor, einem Querhaus und einem gedrungenen, rechteckigen Westturm. Der erste Vorgängerbau von vor 1150 wurde 1983 als ungewölbter Saal mit einem Rechteckchor ergraben. Der Turm wurde im 12. Jahrhundert errichtet. Das Gebäude wurde um 1200 um ein Querhaus und einen neuen, wahrscheinlich gewölbten, Chor erweitert. Nach 1244 wurde das Langhaus durch einen etwas breiteren Neubau ersetzt, der im 14./15. Jahrhundert eingewölbt wurde. Gleichzeitig wurden die Fenster in gotischen Formen vergrößert. Die Südwand des Langhauses und der gesamte Turm wurden 1697 erneuert, die Gewölbe wurden entfernt und die Fenster rundbogig geschlossen. Umfassende Renovierungen wurden von 1869 bis 1870 und von 1982 bis 1984 vorgenommen. Der Putzbau ist durch gestufte Strebepfeiler und Rundbogenfenster gegliedert. An der Nordseite sind noch Reste der gotischen Fenstergewände erhalten. Die Kapitelle am Portal im Querhaus stammen möglicherweise noch vom Ursprungsbau. Auf der Südseite ist die Baunaht der barocken Baumaßnahmen sichtbar.
Der Innenraum ist flach gedeckt, im Querhaus sind Gewölbeansätze erkennbar. An den Langhauswänden befinden sich noch die Auflager der ehemaligen Nonnenempore.

## Ausstattung
- Das gemalte Flügelretabel zeigt Szenen aus dem Leben Christi, es ist mit Matthia Knipping, 1615 bezeichnet. Es wurde von 1931 bis 1932 restauriert und statt eines neugotischen Altaraufsatzes wieder aufgestellt.
- Der becherförmige Taufstein mit Blattfries stammt aus der Zeit um 1200
- Die achteckige geschnitzte Taufe ist mit 1636 bezeichnet
- Die geschnitzte Kanzel ist mit Wenckel 1785 bezeichnet. Sie wurde 1786 von Kleine gefasst. Sie stand ursprünglich in der Georgskirche in Soest und gelangte nach deren Abbruch 1823 nach Welver. Der tulpenförmige Kanzelkorb wächst aus einem Palmenstamm, an dem eine Eidechse hinunterläuft, hervor. Die Eidechse soll angeblich die vor der Predigt des göttlichen Wortes fliehende Sünde symbolisieren.
- Die 1733 von Johann Patroclus Möller gebaute Orgel wurde 1982 auf die Westempore versetzt.

## Glocken
1917 wurde das alte Bronzegeläut eingeschmolzen. 1924 wurden zwei Eisenglocken angeschafft, die an gekröpften Jochen läuteten. 2007 wurden die Glocken ausgebaut und durch vier Glocken der Glockengießerei Petit & Edelbrock / Gescher ersetzt. Die neuen Glocken erklingen in der Tonfolge fis′-h′-cis″-dis″ und sind auf das Geläut der benachbarten katholischen Kirche abgestimmt.